# Ius vitae necisque
In diritto romano, la locuzione latina Ius vitae necisque, o più correttamente vitae necisque potestas, in italiano diritto di vita o di morte identifica una della facoltà contenute nella patria potestas, in virtù della quale il pater familias godeva del diritto di vita e di morte su tutti coloro che erano soggetti al suo potere (moglie, figli, schiavi, ecc.).
| Controllo di autorità | Thesaurus BNCF 46270 |